# Lecane pawlowskii
Lecane pawlowskii is een raderdiertjessoort uit de familie Lecanidae. De wetenschappelijke naam van deze soort is voor het eerst geldig gepubliceerd in 1966 door Wulfert.